# Jacob Shapiro
Pour les articles homonymes, voir Shapiro.
Jacob « Gurrah » Shapiro (1899-1947) était un parrain de la mafia de la Yiddish Connection de New York.

## Biographie
Shapiro est né à Odessa (Empire russe) en 1899. Ses parents émigrèrent à Brooklyn. Jeune, il se lia d'amitié avec Joe Valachi et Jimmy "The Shiv" DeStefano. Durant cette période, Shapiro rencontra son futur partenaire, Lepke Buchalter, les deux garçons ayant tenté de voler la même charrette. Buchalter était le cerveau et Shapiro le muscle dans une alliance qui a duré pendant des décennies. Shapiro et Buchalter se sont familiarisés avec les futurs truands Meyer Lansky et Charles "Lucky" Luciano, qui étaient tous deux des protégés du gangster Arnold "The Brain" Rothstein.
Avec son partenaire Lepke Buchalter, ils contrôlèrent le racket de l'industrie manufacturière de New York pendant deux décennies. Il fut l'un des principaux fondateur de Murder Incorporated.
Pendant les années 1930, le procureur Thomas Dewey commença à poursuivre les membres du crime organisé de New York. La pression créée par Dewey était telle qu'en 1935 le gangster Dutch Schultz demanda au syndicat national de crime d'approuver l'assassinat de Dewey. Shapiro et Anastasia étaient d'accord avec Schultz mais Buchalter et le reste du Syndicat rejetèrent sa demande. La majorité du Syndicat considérait que tuer un procureur reviendrait à s'aliéner la population et ne ferait donc que renforcer l'enquête fédérale sur le crime organisé et éventuellement exposer le syndicat lui-même. En fait, le Syndicat eut tellement peur de la proposition de Schultz qu'il demanda à Buchalter d'assassiner Schultz. Le 23 octobre 1935, Schultz et plusieurs de ses associés furent abattus par des hommes armés dans un restaurant de Newark, dans le New Jersey.
Peu de temps après la mort de Schultz, Shapiro et Buchalter devinrent la cible des enquêtes de Dewey. En Octobre 1936, Shapiro et Buchalter furent condamnés en vertu de la Loi Anti-Trust Sherman et condamnés à deux ans de prison au pénitencier de Sing Sing. Après sa condamnation, Shapiro entra dans la clandestinité pendant un an. Cependant, il se rendit au Federal Bureau of Investigation (FBI) le 14 avril 1938 et fut envoyé en prison. Le 5 mai 1944, Shapiro fut reconnu coupable de complot et d'extorsion et condamné à 15 ans de prison.
Il mourut en prison d'une crise cardiaque en 1947.